# Ulica Kosocicka w Krakowie
Ulica Kosocicka – ulica w Krakowie, w dzielnicy XII Bieżanów-Prokocim, na Rżące i w dzielnicy XI Podgórze Duchackie, na Piaskach Wielkich.
Łączy ulicę Mała Góra z ulicą Rżącką i ul. Jana Hallera. Jest dwujezdniowa.

## Przebieg
Ulica rozpoczyna swój bieg pod wiaduktem ul. Wielickiej, gdzie staje się fizycznym przedłużeniem ulicy Mała Góra. Na samym początku ulicy, po jej północnej stronie znajduje się kaplica w kształcie rotundy. Ulica znajduje się we fragmencie na terenie dzielnicy XII, na Rżące oraz dzielnicy XI na Piaskach Wielkich.
Ulica kończy bieg na skryżowaniu z ulica Rżączka i ul. Jana Hallera, gdzie ta pierwsza staje się przedłużeniem ul. Kosocickiej.
Wraz z ulicą Mała Góra, ul. Rżącka, ul. Cechową, ul. Stanisława Stołajowskiego, ul. Podmokłą, ul. Jugowicką, ul. Zawiła, ul. dr. Józefa Babińskiego i ul. Skotnicką, ul. Kosocicka tworzy ciąg komunikacyjny o długości około 14,4 km.

## Infrastruktura
Ulica Kosocicka jest dwujezdniową ulicą. W otoczeniu arterii znajduje się m.in. kaplica w kształcie rotundy. Około 3 km od ulicy znajduje się także przystanek kolejowy Kraków Bieżanów. Na ulicy znajdują się trzy zespoły przystanków autobusowych MPK Kraków – „Węzeł Wielicki” (przy węźle z ul. Mała Góra i ul. Wielicką), „Kosocicka” (w środkowej części ulicy) oraz „Słona Woda” (przy skrzyżowaniu z ul. Ludwika Rydygiera).